# Rives-d’Autise
Rives-d’Autise község Franciaország Loire mente régiójában, Vendée megyében. Új községként 2019. január 1-jén jött létre Nieul-sur-l’Autise és Oulmes község egyesítésével. Az egyesüléskor az új község lélekszáma 2184 fő lett. Lakosainak száma 2054 fő (2022. január 1.).

## Népesség
| Lakosok száma | 2118 | 2104 | 2094 | 2082 | 2068 | 2054 |
|               | 2017 | 2018 | 2019 | 2020 | 2021 | 2022 |